# Арктичні зимові ігри 2016
Арктичні зимові ігри 2016 з офіційно відомим гаслом «приєднуйтесь — відчуваю — стрибок», це зимове мульти-спортивне свято, яке пройшло в Нууке (Сермерсоок), Гренландія, з 6 по 12 березня 2016 року. Обраний господар міста був оголошений 14 вересня 2012 року Міжнародного Комітету з арктичних зимових ігор (AWGIC) в Вайтгорс, Юкон, Канада.
Арктичні зимові ігри — найбільша в світі мультиспортивна і культурна подія для молодих людей в Арктиці. Ігри є Міжнародною бієнале (раз на два роки), як святкування циркумполярної культури та спорту, що проходить протягом тижня, кожен раз в іншій країні або регіоні — господарі Ігор. AWG святкує спорт, соціальну взаємодію і культуру. Ігри сприяють створенню обізнаності про культурне різноманіття і розвиток спортсменів для участі в змаганнях з акцентом на чесну гру. Ігри пов'язують арктичні країн, включаючи в себе традиційні ігри, такі як Арктичний спортивні і Ден гри.
Понад 2000 спортсменів з дев'яти команд (Аляска, Гренландія, Північна Альберта, Нунавут, Нунавик Квебек, Ньюфаундленд і Лабрадор, Лапланія, Ямало-Ненецький автономний округ і Юкон) взяли участь в іграх.

## Культура
На арктичних зимових іграх святкує культуру і створює в учасників розуміння культурних подібностей і відмінностей. Культурного обміну та соціального взаємодії є важливою частиною гри. Кожна країна або регіон, що беруть участь з виступами: танець, пісня, музика, вистава або мистецтво. Ці культурні події відображають як традиційні так і сучасні культури Арктики.

## Організатори
Уряд Гренландії, муніципалітет Сермерсоок та бізнес-спільноти Гренландії були господарями Арктичних зимових ігор 2016 року (AAWG 2016). Керує генеральний менеджер, на наступний день-щоб-день операції і практичні роботи обробляються AWG2016 Секретаріатом.
У вересні 2013 року, Маліна Абельсен був призначений начальником Нуук 2016 Оргкомітету..

## Маркетинг

### Талісман
В 2016 році талісманом Ігор був ластоногий по імені «Кулук». З 228 пропозицій для найменування талісмана конкурсу, назва «Кулук» перемогла і була визначена керівним комітетом.

## Ігри

### Види спорту
15 спортивних дисциплін заплановані в програму арктичних зимових іграх 2018. Це чотири лижних види спорту: гірськолижний спорт, біатлон, катання на бігових лижах і сноуборд. Ще два ракетні види спорту: бадмінтон і настільний теніс. Решта 9 видів спорту: арктичний спорт, баскетбол, Дене ігри, хокей, міні-футбол, примітивний біатлон, прогулянки на снігоступах, волейбол і боротьба

### Виключені види спорту
Ряд заходів були виключені з програми через брак коштів і досвіду:
- Керлінг
- Гімнастика
- Фігурне катання
- Собачі гонки

## Медальний залік
| Місце | Країна                           | Золото | Срібло | Бронза | Загалом |
| ----- | -------------------------------- | ------ | ------ | ------ | ------- |
| 1     | Аляска                           | 83     | 67     | 66     | 216     |
| 2     | Юкон                             | 23     | 41     | 36     | 100     |
| 3     | Альберта                         | 29     | 32     | 27     | 88      |
| 4     | Гренландія                       | 39     | 23     | 19     | 81      |
| 5     | Північно-західні території       | 16     | 12     | 23     | 51      |
| 6     | Нанавут                          | 6      | 18     | 25     | 49      |
| 6     | Нунавік                          | 6      | 9      | 6      | 21      |
| 8     | Сапмі                            | 8      | 7      | 4      | 19      |
| 9     | Ямало-Ненецький автономний округ | 2      | 5      | 1      | 8       |

## Ходжсон Трофей
На кожних Арктичних зимових іграх, СРГ Міжнародний Комітет представляє Кубок Ходжсона, до контингенту яких спортсмени демонструють ідеали чесної гри і командний дух. Члени команди також отримують відмінні знаки в знак визнання їхніх досягнень.